# Botoșani
Botoșani (pronunciado [botoˈʃanʲ]ⓘ), es una ciudad con estatus de municipiu de Rumania. Con una población de 106 847 habitantes en 2011, es la ciudad capital del distrito del mismo nombre, en el norte de la región de Moldavia.

## Orígenes del nombre
El nombre de la ciudad probablemente proviene del nombre de la familia boyarda Botaș, que habitó la ciudad desde el siglo XI. El nombre de esta familia aparece en registros que datan desde los tiempos del príncipe Ștefan cel Mare (Esteban el Grande) como una de las más importantes de Moldavia.
Otra hipótesis expresa que el nombre proviene del jefe mongol Batus or Batu Khan, nieto de Genghis Khan, quien ocupara esta región durante el siglo XIII.

## Historia
Estando ubicada en el cruce de varias rutas comerciales, inicialmente la ciudad actuó como villa mercantil y en el siglo XVI ya se le reconocía como sede la "feria más grande y más antigua de Moldavia".
Grandes comunidades de mercaderes judíos y armenios residieron en la ciudad a partir del siglo XVII.
Botoșani es la cuna del historiador Nicolae Iorga (1871-1940), y en la cercana aldea de Ipotești nació el poeta Mihai Eminescu (1850-1889).
La ciudad alberga también el Colegio Nacional del Niño Jesús "A.T. Laurian", fundado en 1859 y considerado la más antigua institución de educación preuniversitaria en Rumanía.

## Películas rodadas en Botoșani
En 2022 se estrenó la película rumana Oameni de treabă, rodada en 2021, en el condado de Botoșani. 